# Infest
| Críticas profissionais | Críticas profissionais |
| Avaliações da crítica  | Avaliações da crítica  |
| Fonte                  | Avaliação              |
| ---------------------- | ---------------------- |
| allmusic               | [ 1 ]                  |
| Entertainment Weekly   | (C-) link              |
| Piero Scaruffi         | link                   |
| Robert Christgau       | link                   |
| The PRP                | link                   |

|-
Infest é o segundo álbum de estúdio da banda estadunidense de Nu Metal Papa Roach, lançado em 25 de Abril de 2000 pela gravadora DreamWorks Records. Contem o single "Last Resort", que alcançou o primeiro lugar na Modern Rock Tracks, e se tornou a canção assinatura da banda. Os singles "Broken Home" e "Between Angels and Insects" também conseguiram sucesso.
O álbum alcançou a posição de número #5 na Billboard 200, e se tornou o vigésimo álbum mais vendido de 2000. Esse álbum levou a banda a receber uma indicação ao Grammy na categoria Best New Artist. "Thrown Away" contém uma versão mais suave da canção "Tightrope", que começa por volta
dos 4:57. A versão mais pesada da música foi originalmente lançada em 1999 no EP independente, Let 'Em Know. Em 18 de Julho de 2001, o álbum foi certificado platina tripla nos Estados Unidos, sendo o álbum mais vendido da banda até hoje. Estima-se que o álbum tenha vendido mais de 7 milhões de cópias no mundo inteiro.

## Faixas
| N.º | Título                                               | Duração |  |
| 1.  | "Infest"                                             | 4:08    |  |
| 2.  | "Last Resort"                                        | 3:30    |  |
| 3.  | "Broken Home"                                        | 3:41    |  |
| 4.  | "Dead Cell"                                          | 3:06    |  |
| 5.  | "Between Angels and Insects"                         | 3:54    |  |
| 6.  | "Blood Brothers"                                     | 3:32    |  |
| 7.  | "Revenge"                                            | 3:41    |  |
| 8.  | "Snakes"                                             | 3:30    |  |
| 9.  | "Never Enough"                                       | 3:34    |  |
| 10. | "Binge"                                              | 3:47    |  |
| 11. | "Thrown Away" (Inclui a faixa escondida "Tightrope") | 9:47    |  |

Faixas Bônus
| N.º | Título                       | Duração |  |
| 12. | "Legacy"                     | 3:04    |  |
| 13. | "Dead Cell" (Ao Vivo)        | 3:51    |  |
| 14. | "Last Resort" (CD-ROM Video) | 3:20    |  |

## Posições nas paradas musicais
| Parada musical (2000/2001)           | Melhor posição |
| ------------------------------------ | -------------- |
| Alemanha (Media Control Charts)      | 5              |
| Austrália (ARIA Charts)              | 50             |
| Áustria (Parada Musical)             | 12             |
| Bélgica (Ultratop Valônia)           | 9              |
| Canadá (Canadian Albums Chart)       | 5              |
| Canadá (RPM Top 100 Albums)          | 10             |
| Estados Unidos (Billboard 200)       | 5              |
| Estados Unidos (Top Internet Albums) | 9              |
| Finlândia (Mitä hittiä)              | 9              |
| Nova Zelândia (RIANZ)                | 22             |
| Países Baixos (MegaCharts)           | 47             |
| Reino Unido (UK Albums Chart)        | 9              |
| Suíça (Schweizer Hitparade)          | 16             |

## Certificações
| Canadá (Music Canada)                     | 2× Platina | 22 de dezembro de 2000 | 200.000    |
| Estados Unidos (RIAA)                     | 3× Platina | 18 de julho de 2001    | 3.000.000* |
| *número de vendas baseado na certificação |            |                        |            |